# Liga Uruguaya de Basketball
Liga Uruguaya de Basketball (LUB) – najwyższa w hierarchii klasa męskich ligowych rozgrywek koszykarskich w Urugwaju powstała w 2003. Wcześniej mistrzostwa Urugwaju były rozgrywane lokalnie. Nie istniała wtedy żadna liga, w której występowałyby wszystkie kluby reprezentujące najwyższą kasę rozgrywkową w kraju.

## Format rozgrywek
Rozgrywki LUB rozgrywano wcześniej w trzech etapach: Torneo Clasificatorio (turniej kwalifikacyjny), Súper Liga i play-off.
W turnieju kwalifikacyjnym zespoły występowały w trzech odrębnych ligach (Capital, Coast and South). W lidze Capital kluby rozgrywały po dwa spotkania z każdym rywalem, jeden na swoim terenie, a rewanż na wyjeździe. Osiem najlepszych drużyn awansowało do rozgrywek the Superligi. Natomiast trzy zespoły z najsłabszym bilansem były relegowane do dywizji drugiej, gdzie rywalizowały w turnieju Metropolitano. W rozgrywkach lig Coastal i South Central dwie najlepsze drużyny League awansowały do rozgrywek Superligi.
Superliga składała się z ośmiu najlepszych drużyn ligi Capital, dwóch ligi South i dwóch ligi Coast. Zespoły zostały podzielone na dwie grupy po sześć w każdej i rozgrywały spotkania z każdym przeciwnikiem - raz na własnym terenie i raz na wyjeździe. W skład grupy A wchodziły zespoły: 1, 3, 3, 4 z ligi Capital, 1 i 2 z ligi Coast. Grupę B tworzyły: 2, 4, 6 i 8 z ligi Capital, 2 z ligi South i 1 z ligi Coast. Cztery najlepsze zespoły z każdej grupy awansowały do fazy play-off, wykorzystując system podwójnej tabeli. Pierwsza tabela zawierała jedynie punkty uzyskane w drugiej fazie rozgrywek Superligi i na jej podstawie cztery najlepsze drużyny awansowały do fazy play-off. Pozostałe miejsca zajmowały najlepsze zespoły z Montevideo, po zsumowaniu połowy całkowitej liczby punktów z turnieju kwalifikacyjnego i całkowitej liczby z Superligi. System ten został ustanowiony, ponieważ zespoły spoza stolicy musiały rozegrać maksymalnie 10 spotkań, żeby dostać się do Superligi, natomiast te z Montevideo około 30.
W ostatnim etapie zespoły rywalizowały w play-off w seriach do pięciu zwycięstw. Pierwszym etapem były ćwierćfinały: A - 1A z 4B, B - 2A z 3B, C - 1B z 4A, D - 2B z 3A. Pary półfinałowe: zwycięzca A z D, zwycięzca B z C. Zwycięzcy tych konfrontacji awansowali do finału, gdzie wygrany zostawał uznawany za mistrza ligi LUB, a tym samym Urugwaju.

## Kluby w sezonie 2018/2019
Adnotacja: Wszystkie statystyki dotyczą wyłącznie Urugwajskiej Ligi Koszykówki (Liga Uruguaya de Básquetbol), która jest zarządzana przez Urugwajską Federację Koszykówki (Federación Uruguaya de Basketball). Turnieje federalne nie są uwzględniane. Kolumna "Hala" przedstawia halę sportową, w której dany zespół rozegrał najwięcej spotkań na własnym parkiecie, jednak nie identyfikuje zespołu w kwestii jego właściciela.
| Klub                  | Miasto     | Hala                            | Poj.  | Założony | Sezony | Mistrzostwa |
| Aguada                | Montevideo | Estadio Aguada                  | 3,738 | 1922     | 15     | 1           |
| Atenas                | Montevideo |                                 |       |          |        | 0           |
| Biguá                 | Montevideo | Estadio Biguá de Villa Biarritz | 1,200 | 1931     | 15     | 2           |
| Defensor Sporting     | Montevideo | Estadio Óscar Magurno           | 800   | 1910     | 16     | 2           |
| Goes                  | Montevideo | Estadio Plaza de las Misiones   | 1,800 | 1934     | 8      | 0           |
| Hebraica Macabi       | Montevideo | Estadio Tabaré                  | 1,100 | 1939     | 12     | 3           |
| Malvín                | Montevideo | Gimnasio Juan Fransisco Canil   | 900   | 1938     | 15     | 5           |
| Nacional              | Montevideo | Estadio Unión Atletica          | 750   | 1899     | 4      | 0           |
| Olimpia               | Montevideo | Estadio Albérico J. Passadore   | 500   | 1918     | 15     | 0           |
| Sayago                | Montevideo |                                 |       |          |        | 0           |
| Trouville             | Montevideo | Estadio Club Trouville          | 780   | 1922     | 16     | 1           |
| Urunday Universitario | Montevideo | Estadio Urunday Universitario   | 700   | 1931     | 4      | 0           |
| Verdirrojo Montevideo | Montevideo |                                 |       |          |        |             |
| Welcome               | Montevideo | Estadio Óscar Magurno           | 800   | 1926     | 12     | 0           |

## Finały ligi
Ogólnonarodowa Urugwajska Liga Koszykówki powstała w 2003. Wcześniej mistrzostwa Urugwaju były rozgrywane lokalnie. Nie istniała wtedy żadna liga, w której występowałyby wszystkie kluby reprezentujące najwyższa kasę rozgrywkową w kraju.
| Urugwajska Liga Koszykówki |                  |       |                  |                                            |                       |
| Sezon                      | Mistrz           | Wynik | Wicemistrz       | MVP sezonu                                 | Trener mistrza        |
| 2003                       | Sporting Urugwaj | 3-2   | Paysandú         | Diego Castrillón (Sporting Urugwaj)        | Gerardo Jauri         |
| 2004–05                    | Salto Urugwaj    | 3-1   | Paysandú         | Luis Silveira (Salto Urugwaj)              | Javier Espíndola      |
| 2005–06                    | Trouville        | 3-0   | Aguada           | Marcel Bouzout (Trouville)                 | Alejandro González    |
| 2006–07                    | Malvín           | 3-1   | Biguá            | Fernando Martínez (Malvín)                 | Pablo López           |
| 2007–08                    | Biguá            | 3-0   | Hebraica Macabi  | Leandro García Morales (Biguá)             | Marcelo Signorelli    |
| 2008–09                    | Biguá            | 3-0   | Sporting Urugwaj | Leandro García Morales (Biguá)             | Néstor García         |
| 2009–10                    | Sporting Urugwaj | 3-0   | Malvín           | Panchi Barrera (Unión Atlética)            | Gerardo Jauri         |
| 2010–11                    | Malvín           | 3-1   | Biguá            | Reque Newsome (Malvín)                     | Pablo López           |
| 2011–12                    | Hebraica Macabi  | 3-2   | Malvín           | Mauricio Aguiar (Hebraica y Macabi)        | Marcelo Signorelli    |
| 2012–13                    | Aguada           | 4-3   | Sporting Urugwaj | Leandro García Morales (Aguada)            | Javier Espíndola      |
| 2013–14                    | Malvín           | 4-1   | Sporting Urugwaj | Bruno Fitipaldo (Malvín)                   | Pablo López           |
| 2014–15                    | Malvín           | 4-1   | Trouville        | Mathías Calfani (Malvín)                   | Pablo López           |
| 2015–16                    | Hebraica Macabi  | 4-2   | Sporting Urugwaj | Luciano Parodi (Hebraica y Macabi)         | Leonardo Zylbersztein |
| 2016–17                    | Hebraica Macabi  | 4-3   | Aguada           | Leandro García Morales (Hebraica y Macabi) | Leonardo Zylbersztein |
| 2017–18                    | Malvín           | 4-3   | Aguada           | Marcel Souberbielle (Malvín)               | Pablo López           |